# Annie Hervé
Ne doit pas être confondu avec Annie Noël.
Pour les articles homonymes, voir Hervé.
Annie Hervé, née Annie Noël le 17 juin 1917 à Château-Chinon (Nièvre) et morte le 12 janvier 1995 dans le 14e arrondissement de Paris, est une résistante et femme politique française.

## Biographie
Fille d'enseignants, militante de l'Union des étudiants communistes à Paris, elle épouse Pierre Hervé, secrétaire de l'UEC, le 5 mai 1940. Le couple s'engage dans la Résistance. Pierre Hervé est arrêté le 11 juin 1941. Dans la nuit du 8 au 9 juillet 1941, elle organise l'évasion de son mari et de vingt-et-un autres prisonniers du Palais de justice de Paris. Elle est alors âgée de 24 ans. Elle appartient ensuite au mouvement de résistance Libération-Sud. Elle est membre du Bureau d'information et de propagande de la Résistance, auprès de Georges Bidault. Arrêtée le 6 juin 1944 alors qu'elle se trouvait au café Au vieux Paris en compagnie de Pierre Grappin, Pierre Courtade, Madeleine Herr, Pierre Kaufmann et Thierry Maulnier, et placée quelques jours en détention, elle est déportée aux camps de Ravensbrück, puis de Sachsenhausen. À son retour en France, elle est déléguée à l'Assemblée consultative provisoire, au titre des 47 représentants des prisonniers et déportés. Comme eux, elle y siège de juin à août 1945.
Selon l'écrivain reporter Roger Faligot, c'est Annie Hervé qui aurait inspiré à Jacques Prévert le poème Barbara.
Une rue de Brest porte son nom.

## Décorations
- Officier de la Légion d'honneur
- Croix de guerre 1939–1945
- Médaille de la Résistance française avec rosette (décret du 24 avril 1946)[7]

## Annexe